# Эллиотт, Мэтт
Мэттью Стивен Эллиот (англ. Matthew Stephen "Matt" Elliott; род. 1 ноября 1968, Уондсуэрт, Англия) — шотландский футболист, защитник. Известен по выступлениям за «Лестер Сити» и сборную Шотландии. Участник чемпионата мира 1998 года.
Эллиот никогда не выступал за английскую сборную. Бабушка Мэтта - шотландка, поэтому он получил право выступать за сборную Шотландии.

## Клубная карьера
Эллиот начал свою профессиональную карьеру в клубе «Чарльтон Атлетик». Из-за высокой конкуренции он по окончании первого сезона вынужден был перейти в «Торки Юнайтед». В новом клубе Мэтт быстро завоевал место в основе. В 1992 году он провёл за «Торки» более 100 матчей и решил принять приглашение «Сканторп Юнайтед». В новом клубе Эллиотт отыграл сезон, после чего перешёл в «Оксфорд Юнайтед». Он помог команде выйти в Премьер-лигу. Летом 1993 года Мэтт подписал контракт с «Лестер Сити». Сумма трансфера составила 1,6 млн. фунтов, что на тот момент являлось рекордом для «Оксфорда».
В составе «лис» Эллиот стал одним из лучших опорников Премьер лиги. В 1999 году он был выбран капитаном команды и помог ей завоевать Кубок лиги. В финале против «Транмир Роверс» Мэтт забил два гола. В июле 2000 года наставник «Лестера» Мартин О’Нил перешёл тренировать шотландский «Селтик» и пытался переманить Мэтта в состав «кельтов». Он предлагал за футболиста 3,5 млн. фунтов, но Эллиот подписал с «лисами» новый контракт. 28 сентября 2000 года матч Кубка УЕФА против «Црвены Звезды» стал единственным для Мэтта на международной клубной арене. В 2004 году он на правах аренды выступал за «Ипсвич Таун». В 2005 году Эллиотт принял решение  завершить карьеру из-за травмы колена.

## Международная карьера
В ноябре 1997 года в матче против сборной Франции Эллиотт дебютировал за сборную Шотландии. В поединке против сборной Сан-Марино он забил свой первый гол за национальную команду. В 1998 году Мэтт был включен в заявку сборной на участие в Чемпионате мира в Франции. На турнире он был запасным не сыграл ни минуты.

## Достижения
- Обладатель Кубка лиги — 2000
- Приз Алана Хардекера: 2000